# Roma Ligocka
Roma Ligocka nacida como Rominika Liebling (Cracovia, Polonia el 13 de noviembre de 1938) es una diseñadora, escritora y pintora.

## Biografía
Nació en el seno de una familia judía en Cracovia pocos años antes de que diera comienzo la Segunda Guerra Mundial. Tras la invasión nazi en Polonia, su familia fue perseguida por los nazis - su padre fue encarcelado en Płaszów y deportado después a Auschwitz.
En 1940 fue recluida junto a su madre en el Gueto de Cracovia, pero antes del final de los guetos en 1943 huyeron junto a una familia polaca. Ligocka sobrevivió al holocausto sin poder ocultar el miedo bajo su personalidad. Después de la Segunda Guerra Mundial, estudió pintura y diseño en la Academia de Bellas Artes de Cracovia. Su trabajo tuvo considerable éxito en el teatro, cine y televisión como diseñadora de escenario.
En 1965, ella y su marido, Jan Biczycki dejan el Partido comunista y se trasladan a Múnich, Alemania donde continuó con sus trabajos de diseño.
La experiencia traumática de la guerra se reflejó en su vida personal. Durante un tiempo de su vida fue adicta al consumo de estupefacientes de los cuales consiguió recuperarse.
Es prima de Roman Polanski.

## Libros publicados
- La niña del abrigo rojo (Dziewczynka w czerwonym płaszczyku)
- Znajoma z lustra
- Kobieta w podróży
- Tylko ja sama (Publicada en alemán)
- Wszystko z miłości

## Publicaciones en la prensa
Es colaboradora de la revista “Pani”.

## La lista de Schindler
Tras ver la película de Steven Spielberg, Ligocka se reconoció a sí misma como aquella niña judía que llevaba un abrigo rojo. Decidió escribir sus experiencias sobre la Segunda Guerra Mundial, con las que publicó un libro llamado La niña del abrigo rojo.